# Пісочник
Пісо́чник (Charadrius) − рід сивкоподібних птахів родини сивкових (Charadriidae).

## Опис
Дрібні, на невисоких ногах, птахи, з короткою шиєю і ногами. Дзьоб прямий, недовгий. Спинна сторона сірувата або глинисто-бура, черевна — біла або рудувата з сірим, на голові і грудях чорний малюнок. Крила гострі, що дозволяє їм здійснювати швидкий політ.

## Спосіб життя
Пісочники летять звичайно на невеликій висоті. Швидко бігають, пригнувшись до землі. У весняний час характерні струмові польоти, коли пара птахів з характерними криками літає колами над місцем, обраним для пристрою гнізда. Живляться безхребетними, переважно хробаками та жуками.
Гніздяться на піщаних і галькових пляжах річок, морських узбереж, в сухих щебнистих степах і тундрі, дотримуючись місць, де рослинність розріджена або відсутня, в степах — часто на солончаках. Гніздо являє собою неглибоку ямку, що інколи складається з вистилки з дрібних камінчиків. Яйця зі світлим жовтуватим фоном і дрібними крапками.

## Розповсюдження
Мешкають на усіх континентах, окрім Антарктиди.

## Види
Виділяють 32 види:
- Пісочник маорійський (Charadrius obscurus)
- Пісочник великий (Charadrius hiaticula)
- Пісочник канадський (Charadrius semipalmatus)
- Пісочник усурійський (Charadrius placidus)
- Пісочник малий (Charadrius dubius)
- Пісочник довгодзьобий (Charadrius wilsonia)
- Пісочник крикливий (Charadrius vociferus)
- Пісочник жовтоногий (Charadrius melodus)
- Пісочник мадагаскарський (Charadrius thoracicus)
- Пісочник-пастух (Charadrius pecuarius)
- Пісочник атлантичний (Charadrius sanctaehelenae)
- Пісочник білобровий (Charadrius tricollaris)
- Пісочник буроголовий (Charadrius forbesi)
- Пісочник білолобий (Charadrius marginatus)
- Пісочник морський (Charadrius alexandrinus)
- Charadrius dealbatus
- Пісочник американський (Charadrius nivosus)[3]
- Пісочник яванський (Charadrius javanicus)
- Пісочник рудоголовий (Charadrius ruficapillus)
- Пісочник малазійський (Charadrius peronii)
- Пісочник блідий (Charadrius pallidus)
- Пісочник пампасовий (Charadrius collaris)
- Пісочник степовий (Charadrius alticola)
- Пісочник фолклендський (Charadrius falklandicus)
- Пісочник рудоволий (Charadrius bicinctus)
- Пісочник монгольський (Charadrius mongolus)
- Пісочник товстодзьобий (Charadrius leschenaultii)
- Пісочник каспійський (Charadrius asiaticus)
- Пісочник довгоногий (Charadrius veredus)
- Хрустан євразійський (Charadrius morinellus)
- Пісочник сірощокий (Charadrius modestus)
- Пісочник гірський (Charadrius montanus)